# Kaltenhof (Poel)
Kaltenhof liegt im Norden der Insel Poel in der Ostsee und ist ein Ortsteil der Gemeinde Insel Poel im Landkreis Nordwestmecklenburg in Mecklenburg-Vorpommern.

## Beschreibung
Um das Jahr 1555 entstand der Kaltenhof als Amtshof durch die Zusammenlegung mehrerer eingezogener Höfe des Dorfes Wester-Gollwitz und dem Ort „zum Hove“. Als einziges Gebäude hat sich bis heute das Gutshaus erhalten, das als Hotel und gastronomisch genutzt wird.
Im Ort findet sich eine private Schiffslaternensammlung, die besichtigt werden kann. Sie gilt als die größte maritime Privatsammlung historischer Schiffslaternen.

## Freizeit und Tourismus
Kaltenhof ist vor allem durch den Tourismus geprägt. Neben einem Hotel gibt es Ferienwohnungen und Ferienhäuser in dem Ortsteil mit 117 Einwohnern.
Kaltenhof ist durch ein Netz von Rad- und Wanderwegen erschlossen.
In der Nähe von Kaltenhof befindet sich der Ostseestrand Schwarzer Busch, der für seinen feinsandigen, weißen Strand bekannt ist. Er wurde bereits in den 1920er Jahren von den ersten Kurgästen aufgesucht. Ein Spielplatz gibt es ebenfalls in Kaltenhof.